# دوغلاس براون
دوغلاس براون (23 فبراير 1972 في جامايكا - ) (بالإنجليزية: Douglas Brown)‏ هو لاعب كريكت بريطاني. شارك مع منتخب جزر توركس وكايكوس للكريكت.

## وصلات خارجية
- دوغلاس براون على موقع إي آس بي آن كريك إنفو (الإنجليزية)